# Patagonia (ópera)
Ópera Patagonia es una ópera en un acto de Sebastián Errázuriz con libreto de Rodrigo Ossandón y puesta en escena de Marcelo Lombardero.
Fue realizada con motivo de los 500 años de la vuelta al mundo de Magallanes (1519-1522).

## Argumento
Ópera Patagonia relata el encuentro de la comunidad Aonikkenk –habitante de la bahía San Julián– con la tripulación de Magallanes desde el punto de vista de los primeros.
El relato está parcialmente basado en la bitácora de Antonio Pigafetta, cronista de la expedición de Magallanes.

## Estreno
La ópera tuvo su estreno mundial en el Teatro del Lago el 18 de marzo de 2022. El estreno en Argentina está programado para septiembre de 2023, en el Teatro Nacional Cervantes de Buenos Aires.

### Reparto del estreno[3]
- Golenkon: Evelyn Ramírez
- Xorenken: Marcela González
- Antonio Pigafetta: Nicolás Fontecilla
- Juan de Cartagena: Sergio Gallardo
- Ikalemen: María Paz Grandjean
- Kentelan: Francisco Arrázola
- Hombre español: Manuel Páez

## Grabaciones
El 13 de mayo de 2022, MusicActual lanzó la grabación del estreno en formato álbum en las plataformas digitales de música con el título "Ópera Patagonia (En Vivo en Teatro del Lago)".

## Enlaces
- Ópera Patagonia - Teatro del Lago
- Ópera Patagonia en Youtube (solo audio)
- DIÁLOGOS: Ópera "Patagonia" con Alberto Mayol, Sebastian Errázuriz y Marcelo Lombardero (Youtube)